# Liste der Fornminnen in Ronneby

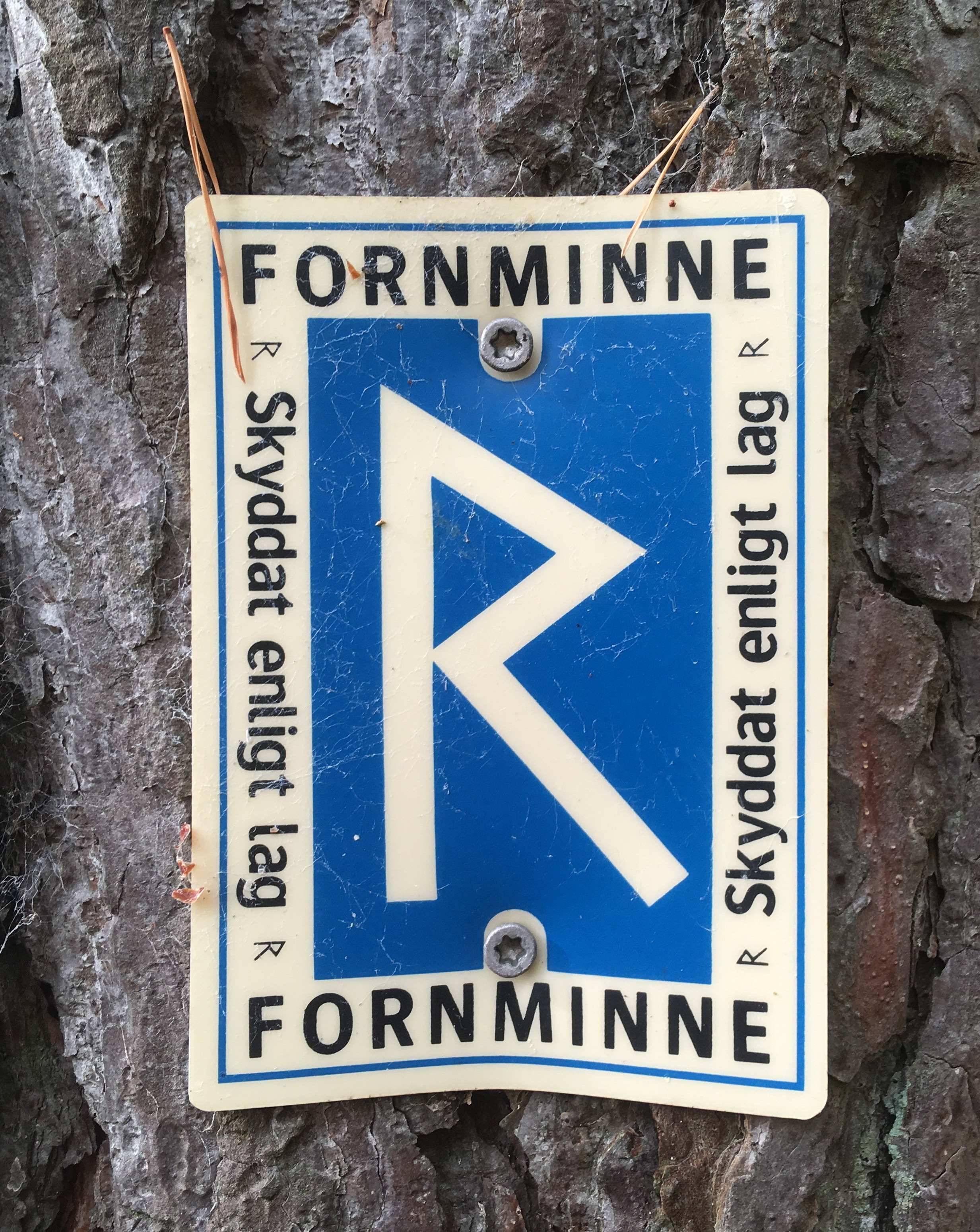
Zeichen für „Fornminnen“ in Schweden

Diese Liste der Fornminnen in Ronneby zeigt die „Alten/antiken Denkmale“ (schwedisch fornminnen) in der Stadt und im ehemaligen Socken Ronneby in der heutigen Gemeinde Ronneby der südschwedischen Provinz Blekinge län, sie ist eine Teilliste der „Liste der Fornminnen in Blekinge län“. Die Aufteilung basiert auf der historischen Zuordnung der Gebiete in Socken (siehe auch) und der Einteilung des Zentralamts für Denkmalpflege Riksantikvarieämbetet (RAÄ). Es werden die Fornminnen aufgeführt, die auf dem Suchdienst „Fornsök“ registriert sind, welcher weitere Informationen zu den bekannten kulturhistorischen Überresten in Schweden enthält.

## Begriffserklärung
Fornminnen (schwedisch für alte/antike Denkmale oder archäologische Funde) sind in Schweden alte Objekte und archäologische Funde (Fornlämningar), welche die Überreste menschlicher Aktivitäten in der Vergangenheit bezeichnen, die durch frühere Nutzung entstanden sind und dauerhaft aufgegeben wurden. Dabei gilt für Fornminnen, die vor 1850 entstanden sind, dass sie automatisch durch das Gesetz geschützt sind. Aber auch jüngere Überreste können zu Bodendenkmalen erklärt werden, wenn sie sich an ihrem ursprünglichen Standort befinden und weitgehend erdgebunden sind. Als Fornminnen zählen u. a. Siedlungen und Siedlungsreste aus prähistorischer Zeit, Gräber und Grabstätten, Burgruinen, Ruinen von Klöstern, Kirchen und Schlössern, Steine und Felsen mit Inschriften und Bildern (z. B. Runensteine und Petroglyphen), insofern sie nicht schon als Einzeldenkmal unter Byggnadsminnen (schwedisch für Baudenkmale) oder kyrkliga Kulturminnen (schwedisch für kirchliches Kulturgut) ausgewiesen sind.

## Legende
| ID           | = | ID.Nr. des Denkmalregisters (Fornsök) im schwedische Amt für nationales Kulturerbe (Riksantikvarieämbetet (RAÄ)) |
| Lage         | = | Koordinatenangabe des Standorts                                                                                  |
| Bezeichnung  | = | Bezeichnung des Denkmalobjekts (auch RAÄ-Nr.)                                                                    |
| Beschreibung | = | Name (Denkmaltyp/Dokumentenverweis im Arkivsök) sowie eine kurze Beschreibung des Objekts                        |
| Bild         | = | Bild des Objekts sowie Verweis auf weitere Bilder                                                                |

## Liste Fornminnen Ronneby
| ID             | Lage    | Bezeichnung (RAÄ-Nr.) | Beschreibung | Bild           |
| -------------- | ------- | --------------------- | --- | -------------- |
| 10101100010001 | (Karte) | Ronneby 1:1           | Ronneby 1:1 (Grabstein / L1979:3383) Rest eines Grabsteins (ca. 2,2 m hoch, 0,8 m breit) im westlichen Stadtteil Runhöjden von Ronneby, zwischen den Grundstücken der Straßen Runvägen und Sandtagsvägen in einer Gruppe mit den Grabsteinen Ronneby 1:2 (L1979:3404) und Ronneby 1:3 (L1979:3854) | Weitere Bilder |
| 10101100010002 | (Karte) | Ronneby 1:2           | Ronneby 1:2 (Grabstein / L1979:3404) Rest eines Grabsteins (ca. 2,6 m hoch, 0,9 m breit) im westlichen Stadtteil Runhöjden von Ronneby, zwischen den Grundstücken der Straßen Runvägen und Sandtagsvägen in einer Gruppe mit den Grabsteinen Ronneby 1:1 (L1979:3383) und Ronneby 1:3 (L1979:3854) | Weitere Bilder |
| 10101100010003 | (Karte) | Ronneby 1:3           | Ronneby 1:3 (Grabstein / L1979:3854) Rest eines Grabsteins (ca. 1,3 m hoch, 0,8 m breit) im westlichen Stadtteil Runhöjden von Ronneby, zwischen den Grundstücken der Straßen Runvägen und Sandtagsvägen in einer Gruppe mit den Grabsteinen Ronneby 1:1 (L1979:3383) und Ronneby 1:2 (L1979:3404), wurde 1934 von seinem ursprünglichen Standort (30 m westlich) hierher versetzt.                                                                         | Weitere Bilder |
| 10101100020001 | (Karte) | Ronneby 2:1           | Ronneby 2:1 (Gräberfeld aus Flachgräber / L1979:3855) ehemaliges Gräberfeld (ca. 80 x 40 m) bestehend aus Flachgräbern, seit 1969 überbaut auf dem Gebiet der heutigen Grundstücke Sandtagsvägen 7, 9 und 14 im westlichen Stadtteil Runhöjden von Ronneby, südlich der Grabsteingruppe Ronneby 1:1, Ronneby 1:2 und Ronneby 1:3 | Weitere Bilder |
| 10101100040001 | (Karte) | Ronneby 4:1           | Ronneby 4:1 (Hügelgrab / L1979:3529) Beschreibung ergänzen | Weitere Bilder |
| 10101100090001 | (Karte) | Ronneby 9:1           | Ronneby 9:1 (Grabstein / L1979:3073) Beschreibung ergänzen | Weitere Bilder |
| 10101100100001 | (Karte) | Ronneby 10:1          | Ronneby 10:1 (Steinsetzung / L1979:3074) Beschreibung ergänzen | Weitere Bilder |
| 10101100110001 | (Karte) | Ronneby 11:1          | Ronneby 11:1 (Grabstein / L1979:3075) Beschreibung ergänzen | Weitere Bilder |
| 10101100120001 | (Karte) | Ronneby 12:1          | Ronneby 12:1 (Grabstein / L1979:3807) Beschreibung ergänzen | Weitere Bilder |
| 10101100130001 | (Karte) | Ronneby 13:1          | Ronneby 13:1 (Steinsetzung / L1979:3780) Beschreibung ergänzen | Weitere Bilder |
| 10101100140001 | (Karte) | Ronneby 14:1          | Ronneby 14:1 (Steinsetzung / L1979:3203) Beschreibung ergänzen | Weitere Bilder |
| 10101100150001 | (Karte) | Ronneby 15:1          | Ronneby 15:1 (Steinsetzung / L1979:3204) Beschreibung ergänzen | Weitere Bilder |
| 10101100170001 | (Karte) | Ronneby 17:1          | Ronneby 17:1 (Grabstein / L1979:3937) Beschreibung ergänzen | Weitere Bilder |
| 10101100180001 | (Karte) | Ronneby 18:1          | Ronneby 18:1 (Grabstein / L1979:3915) Beschreibung ergänzen | Weitere Bilder |
| 10101100190001 | (Karte) | Ronneby 19:1          | Ronneby 19:1 (Steinsetzung / L1979:3329) Beschreibung ergänzen | Weitere Bilder |
| 10101100200001 | (Karte) | Ronneby 20:1          | Ronneby 20:1 (Grabstein / L1979:3331) Beschreibung ergänzen | Weitere Bilder |
| 10101100200002 | (Karte) | Ronneby 20:2          | Ronneby 20:2 (Steinsetzung / L1979:3330) Beschreibung ergänzen | Weitere Bilder |
| 10101100220001 | (Karte) | Ronneby 22:1          | Ronneby 22:1 (Steinhügelgrab / L1979:3450) Beschreibung ergänzen | Weitere Bilder |
| 10101100230001 | (Karte) | Ronneby 23:1          | Ronneby 23:1 (Steinsetzung / L1979:3451) Beschreibung ergänzen | Weitere Bilder |
| 10101100240001 | (Karte) | Ronneby 24:1          | Ronneby 24:1 (Steinsetzung / L1979:3452) Beschreibung ergänzen | Weitere Bilder |
| 10101100250001 | (Karte) | Ronneby 25:1          | Ronneby 25:1 (Steinsetzung / L1979:6241) Beschreibung ergänzen | Weitere Bilder |
| 10101100250002 | (Karte) | Ronneby 25:2          | Ronneby 25:2 (Steinsetzung / L1979:6337) Beschreibung ergänzen | Weitere Bilder |
| 10101100260001 | (Karte) | Ronneby 26:1          | Ronneby 26:1 (Grabstein / L1979:6776) Beschreibung ergänzen | Weitere Bilder |
| 10101100280001 | (Karte) | Ronneby 28:1          | Ronneby 28:1 (Steinsetzung / L1979:6355) Beschreibung ergänzen | Weitere Bilder |
| 10101100320001 | (Karte) | Ronneby 32:1          | Ronneby 32:1 (Steinsetzung / L1979:6464) Beschreibung ergänzen | Weitere Bilder |
| 10101100330001 | (Karte) | Ronneby 33:1          | Ronneby 33:1 (Steinsetzung / L1979:6557) Beschreibung ergänzen | Weitere Bilder |
| 10101100340001 | (Karte) | Ronneby 34:1          | Ronneby 34:1 (Steinsetzung / L1979:6990) Beschreibung ergänzen | Weitere Bilder |
| 10101100350001 | (Karte) | Ronneby 35:1          | Ronneby 35:1 (Steinsetzung / L1979:6991) Beschreibung ergänzen | Weitere Bilder |
| 10101100350002 | (Karte) | Ronneby 35:2          | Ronneby 35:2 (Steinsetzung / L1979:6573) Beschreibung ergänzen | Weitere Bilder |
| 10101100350003 | (Karte) | Ronneby 35:3          | Ronneby 35:3 (Steinsetzung / L1979:6992) Beschreibung ergänzen | Weitere Bilder |
| 10101100350004 | (Karte) | Ronneby 35:4          | Ronneby 35:4 (Steinsetzung / L1979:6665) Beschreibung ergänzen | Weitere Bilder |
| 10101100360001 | (Karte) | Ronneby 36:1          | Ronneby 36:1 (Grabstein / L1979:6229) Beschreibung ergänzen | Weitere Bilder |
| 10101100370001 | (Karte) | Ronneby 37:1          | Ronneby 37:1 (Grabstein / L1979:6231) Beschreibung ergänzen | Weitere Bilder |
| 10101100370002 | (Karte) | Ronneby 37:2          | Ronneby 37:2 (Grabstein / L1979:6686) Beschreibung ergänzen | Weitere Bilder |
| 10101100370003 | (Karte) | Ronneby 37:3          | Ronneby 37:3 (Grabstein / L1979:6230) Beschreibung ergänzen | Weitere Bilder |
| 10101100380001 | (Karte) | Ronneby 38:1          | Ronneby 38:1 (Steinsetzung / L1979:6779) Beschreibung ergänzen | Weitere Bilder |
| 10101100400001 | (Karte) | Ronneby 40:1          | Ronneby 40:1 (Gräberfeld / L1979:6339) Beschreibung ergänzen | Weitere Bilder |
| 10101100410001 | (Karte) | Ronneby 41:1          | Ronneby 41:1 (Steinsetzung / L1979:6445) Beschreibung ergänzen | Weitere Bilder |
| 10101100420001 | (Karte) | Ronneby 42:1          | Ronneby 42:1 (Steinsetzung / L1979:6903) Beschreibung ergänzen | Weitere Bilder |
| 10101100420002 | (Karte) | Ronneby 42:2          | Ronneby 42:2 (Steinsetzung / L1979:6558) Beschreibung ergänzen | Weitere Bilder |
| 10101100420003 | (Karte) | Ronneby 42:3          | Ronneby 42:3 (Steinsetzung / L1979:6446) Beschreibung ergänzen | Weitere Bilder |
| 10101100420004 | (Karte) | Ronneby 42:4          | Ronneby 42:4 (Steinsetzung / L1979:6994) Beschreibung ergänzen | Weitere Bilder |
| 10101100430001 | (Karte) | Ronneby 43:1          | Ronneby 43:1 (Steinsetzung / L1979:6559) Beschreibung ergänzen | Weitere Bilder |
| 10101100440001 | (Karte) | Ronneby 44:1          | Ronneby 44:1 (Steinhügelgrab / L1979:6560) Beschreibung ergänzen | Weitere Bilder |
| 10101100440002 | (Karte) | Ronneby 44:2          | Ronneby 44:2 (Steinsetzung / L1979:7012) Beschreibung ergänzen | Weitere Bilder |
| 10101100450001 | (Karte) | Ronneby 45:1          | Ronneby 45:1 (Grabstein / L1979:3214) Beschreibung ergänzen | Weitere Bilder |
| 10101100470001 | (Karte) | Ronneby 47:1          | Ronneby 47:1 (Grabstein / L1979:3669) Beschreibung ergänzen | Weitere Bilder |
| 10101100480001 | (Karte) | Ronneby 48:1          | Ronneby 48:1 (Steinsetzung / L1979:3670) Beschreibung ergänzen | Weitere Bilder |
| 10101100490001 | (Karte) | Ronneby 49:1          | Ronneby 49:1 (Steinsetzung / L1979:4040) runde überformte Steinsetzung (ca. 9 m Durchmesser) gefüllt mit etwa 0,4 - 0,7 m großen Steinen auf einer Hügelkuppe etwa 1 km nördlich der Ortschaft Sörby (neben Sörbydalsvägen 22), etwa 100 m östlich der Nationalstraße 27; etwa 200 m südlich davon befinden sich der Grabstein Ronneby 47:1 (L1979:3669) und die Steinsetzung Ronneby 48:1 (L1979:3670), wurde auf Karte von 1817 als „Hogarör“ bezeichnet. | Weitere Bilder |
| 10101100510001 | (Karte) | Ronneby 51:1          | Ronneby 51:1 (Steinsetzung / L1979:3806) Beschreibung ergänzen | Weitere Bilder |
| 10101100530001 | (Karte) | Ronneby 53:1          | Ronneby 53:1 (Grabstein / L1979:3464) Beschreibung ergänzen | Weitere Bilder |
| 10101100540001 | (Karte) | Ronneby 54:1          | Ronneby 54:1 (Steinsetzung / L1979:3933) Beschreibung ergänzen | Weitere Bilder |
| 10101100550001 | (Karte) | Ronneby 55:1          | Ronneby 55:1 (Gräberfeld / L1979:3934) Beschreibung ergänzen | Weitere Bilder |
| 10101100570001 | (Karte) | Ronneby 57:1          | Ronneby 57:1 (Steinsetzung / L1979:3028) Beschreibung ergänzen | Weitere Bilder |
| 10101100570002 | (Karte) | Ronneby 57:2          | Ronneby 57:2 (Steinsetzung / L1979:3030) Beschreibung ergänzen | Weitere Bilder |
| 10101100570003 | (Karte) | Ronneby 57:3          | Ronneby 57:3 (Steinsetzung / L1979:3029) Beschreibung ergänzen | Weitere Bilder |
| 10101100580001 | (Karte) | Ronneby 58:1          | Ronneby 58:1 (Steinsetzung / L1979:3387) Beschreibung ergänzen | Weitere Bilder |
| 10101100590001 | (Karte) | Ronneby 59:1          | Ronneby 59:1 (Steinhügelgrab / L1979:3091) Beschreibung ergänzen | Weitere Bilder |
| 10101100610001 | (Karte) | Ronneby 61:1          | Ronneby 61:1 (Steinsetzung / L1979:3532) Beschreibung ergänzen | Weitere Bilder |
| 10101100610002 | (Karte) | Ronneby 61:2          | Ronneby 61:2 (Steinsetzung / L1979:3533) Beschreibung ergänzen | Weitere Bilder |
| 10101100620001 | (Karte) | Ronneby 62:1          | Ronneby 62:1 (Steinhügelgrab / L1979:3919) Beschreibung ergänzen | Weitere Bilder |
| 10101100650001 | (Karte) | Ronneby 65:1          | Ronneby 65:1 (Steinsetzung / L1979:6503) Beschreibung ergänzen | Weitere Bilder |
| 10101100660001 | (Karte) | Ronneby 66:1          | Ronneby 66:1 (Grabstein / L1979:3869) Beschreibung ergänzen | Weitere Bilder |
| 10101100660002 | (Karte) | Ronneby 66:2          | Ronneby 66:2 (Steinsetzung / L1979:3278) Beschreibung ergänzen | Weitere Bilder |
| 10101100670001 | (Karte) | Ronneby 67:1          | Ronneby 67:1 (Burgruine / L1979:3279) Beschreibung ergänzen | Weitere Bilder |
| 10101100810001 | (Karte) | Ronneby 81:1          | Ronneby 81:1 (Steinsetzung / L1979:3406) Beschreibung ergänzen | Weitere Bilder |
| 10101100840001 | (Karte) | Ronneby 84:1          | Ronneby 84:1 (Steinsetzung / L1979:6356) Beschreibung ergänzen | Weitere Bilder |
| 10101100850001 | (Karte) | Ronneby 85:1          | Ronneby 85:1 (Steinsetzung / L1979:6792) Beschreibung ergänzen | Weitere Bilder |
| 10101100880001 | (Karte) | Ronneby 88:1          | Ronneby 88:1 (Steinsetzung / L1979:6243) Beschreibung ergänzen | Weitere Bilder |
| 10101100880002 | (Karte) | Ronneby 88:2          | Ronneby 88:2 (Grabstein / L1979:6244) Beschreibung ergänzen | Weitere Bilder |
| 10101100890001 | (Karte) | Ronneby 89:1          | Ronneby 89:1 (Gräberfeld / L1979:6245) Beschreibung ergänzen | Weitere Bilder |
| 10101100910001 | (Karte) | Ronneby 91:1          | Ronneby 91:1 (Steinsetzung / L1979:6769) Beschreibung ergänzen | Weitere Bilder |
| 10101100910002 | (Karte) | Ronneby 91:2          | Ronneby 91:2 (Steinsetzung / L1979:6294) Beschreibung ergänzen | Weitere Bilder |
| 10101100920001 | (Karte) | Ronneby 92:1          | Ronneby 92:1 (Steinsetzung / L1979:6839) Beschreibung ergänzen | Weitere Bilder |
| 10101100930001 | (Karte) | Ronneby 93:1          | Ronneby 93:1 (Steinsetzung / L1979:6402) Beschreibung ergänzen | Weitere Bilder |
| 10101100940001 | (Karte) | Ronneby 94:1          | Ronneby 94:1 (Steinsetzung / L1979:6403) Beschreibung ergänzen | Weitere Bilder |
| 10101100950001 | (Karte) | Ronneby 95:1          | Ronneby 95:1 (Steinsetzung / L1979:6404) Beschreibung ergänzen | Weitere Bilder |
| 10101100960001 | (Karte) | Ronneby 96:1          | Ronneby 96:1 (Steinsetzung / L1979:6948) Beschreibung ergänzen | Weitere Bilder |
| 10101100960002 | (Karte) | Ronneby 96:2          | Ronneby 96:2 (Steinsetzung / L1979:6882) Beschreibung ergänzen | Weitere Bilder |
| 10101100970001 | (Karte) | Ronneby 97:1          | Ronneby 97:1 (Steinsetzung / L1979:6513) Beschreibung ergänzen | Weitere Bilder |
| 10101101010001 | (Karte) | Ronneby 101:1         | Ronneby 101:1 (Steinsetzung / L1979:6666) Beschreibung ergänzen | Weitere Bilder |
| 10101101020001 | (Karte) | Ronneby 102:1         | Ronneby 102:1 (Steinsetzung / L1979:6667) Beschreibung ergänzen | Weitere Bilder |
| 10101101100001 | (Karte) | Ronneby 110:1         | Ronneby 110:1 (Wallburg / L1979:6892) Beschreibung ergänzen | Weitere Bilder |
| 10101101120001 | (Karte) | Ronneby 112:1         | Ronneby 112:1 (Steinhügelgrab / L1979:6894) Steinhügelgrab (ca. 21 m Durchmesser, 1,5 m hoch) mit einem 5 m langen Kanal und einer 3 m großen Grube im Nordwesten; auch als „schwedisch Östra kumlet“ bezeichnet, befindet sich etwa 2 km südlich vom Stadtzentrum auf einer Anhöhe im östlichen Teil des ca. 30 ha. großen historischen Kurpark „Brunnenpark Ronneby“, welcher heute als Aussichtspunkt genutzt wird.                                      | Weitere Bilder |
| 10101101130001 | (Karte) | Ronneby 113:1         | Ronneby 113:1 (Steinhügelgrab / L1979:6562) Beschreibung ergänzen | Weitere Bilder |
| 10101101130002 | (Karte) | Ronneby 113:2         | Ronneby 113:2 (Steinsetzung / L1979:6468) Beschreibung ergänzen | Weitere Bilder |
| 10101101140001 | (Karte) | Ronneby 114:1         | Ronneby 114:1 (Steinsetzung / L1979:6995) Beschreibung ergänzen | Weitere Bilder |
| 10101101160001 | (Karte) | Ronneby 116:1         | Ronneby 116:1 (Steinsetzung / L1979:6997) Beschreibung ergänzen | Weitere Bilder |
| 10101101170001 | (Karte) | Ronneby 117:1         | Ronneby 117:1 (Grabstein / L1979:6580) Beschreibung ergänzen | Weitere Bilder |
| 10101101170002 | (Karte) | Ronneby 117:2         | Ronneby 117:2 (Hügelgrab / L1979:6671) Beschreibung ergänzen | Weitere Bilder |
| 10101101190001 | (Karte) | Ronneby 119:1         | Ronneby 119:1 (Steinsetzung / L1979:6711) Beschreibung ergänzen | Weitere Bilder |
| 10101101190002 | (Karte) | Ronneby 119:2         | Ronneby 119:2 (Steinkreis / L1979:6234) Beschreibung ergänzen | Weitere Bilder |
| 10101101190003 | (Karte) | Ronneby 119:3         | Ronneby 119:3 (Steinsetzung / L1979:6235) Beschreibung ergänzen | Weitere Bilder |
| 10101101200001 | (Karte) | Ronneby 120:1         | Ronneby 120:1 (Steinsetzung / L1979:6783) Beschreibung ergänzen | Weitere Bilder |
| 10101101210001 | (Karte) | Ronneby 121:1         | Ronneby 121:1 (Steinhügelgrab / L1979:6345) Beschreibung ergänzen | Weitere Bilder |
| 10101101230001 | (Karte) | Ronneby 123:1         | Ronneby 123:1 (Steinsetzung / L1979:6814) Beschreibung ergänzen | Weitere Bilder |
| 10101101230002 | (Karte) | Ronneby 123:2         | Ronneby 123:2 (Steinsetzung / L1979:6347) Beschreibung ergänzen | Weitere Bilder |
| 10101101240001 | (Karte) | Ronneby 124:1         | Ronneby 124:1 (Steinsetzung / L1979:6450) Beschreibung ergänzen | Weitere Bilder |
| 10101101240002 | (Karte) | Ronneby 124:2         | Ronneby 124:2 (Steinsetzung / L1979:6895) Beschreibung ergänzen | Weitere Bilder |
| 10101101240003 | (Karte) | Ronneby 124:3         | Ronneby 124:3 (Steinsetzung / L1979:6449) Beschreibung ergänzen | Weitere Bilder |
| 10101101250001 | (Karte) | Ronneby 125:1         | Ronneby 125:1 (Steinsetzung / L1979:6451) Beschreibung ergänzen | Weitere Bilder |
| 10101101290001 | (Karte) | Ronneby 129:1         | Ronneby 129:1 (Steinsetzung / L1979:6564) Beschreibung ergänzen | Weitere Bilder |
| 10101101310001 | (Karte) | Ronneby 131:1         | Ronneby 131:1 (Grabstein / L1979:6599) Beschreibung ergänzen | Weitere Bilder |
| 10101101320001 | (Karte) | Ronneby 132:1         | Ronneby 132:1 (Steinsetzung / L1979:4030) Beschreibung ergänzen | Weitere Bilder |
| 10101101350001 | (Karte) | Ronneby 135:1         | Ronneby 135:1 (Steinhügelgrab / L1979:6656) Beschreibung ergänzen | Weitere Bilder |
| 10101101390001 | (Karte) | Ronneby 139:1         | Ronneby 139:1 (Steinsetzung / L1979:6879) Beschreibung ergänzen | Weitere Bilder |
| 10101101390002 | (Karte) | Ronneby 139:2         | Ronneby 139:2 (Steinsetzung / L1979:6437) Beschreibung ergänzen | Weitere Bilder |
| 10101101400001 | (Karte) | Ronneby 140:1         | Ronneby 140:1 (Steinsetzung / L1979:6880) Beschreibung ergänzen | Weitere Bilder |
| 10101101410001 | (Karte) | Ronneby 141:1         | Ronneby 141:1 (Steinsetzung / L1979:6881) Beschreibung ergänzen | Weitere Bilder |
| 10101101430001 | (Karte) | Ronneby 143:1         | Ronneby 143:1 (Steinsetzung / L1979:6548) Beschreibung ergänzen | Weitere Bilder |
| 10101101450001 | (Karte) | Ronneby 145:1         | Ronneby 145:1 (Steinsetzung / L1979:6984) Beschreibung ergänzen | Weitere Bilder |
| 10101101460001 | (Karte) | Ronneby 146:1         | Ronneby 146:1 (Steinsetzung / L1979:6985) Beschreibung ergänzen | Weitere Bilder |
| 10101101460002 | (Karte) | Ronneby 146:2         | Ronneby 146:2 (Steinsetzung / L1979:6566) Beschreibung ergänzen | Weitere Bilder |
| 10101101470001 | (Karte) | Ronneby 147:1         | Ronneby 147:1 (Steinsetzung / L1979:6657) Beschreibung ergänzen | Weitere Bilder |
| 10101101480001 | (Karte) | Ronneby 148:1         | Ronneby 148:1 (Wallburg / L1979:6219) Beschreibung ergänzen | Weitere Bilder |
| 10101101490001 | (Karte) | Ronneby 149:1         | Ronneby 149:1 (Steinsetzung / L1979:6220) Beschreibung ergänzen | Weitere Bilder |
| 10101101520001 | (Karte) | Ronneby 152:1         | Ronneby 152:1 (Steinsetzung / L1979:6770) Beschreibung ergänzen | Weitere Bilder |
| 10101101570001 | (Karte) | Ronneby 157:1         | Ronneby 157:1 (Steinsetzung / L1979:6439) Beschreibung ergänzen | Weitere Bilder |
| 10101101580001 | (Karte) | Ronneby 158:1         | Ronneby 158:1 (Steinsetzung / L1979:6440) Beschreibung ergänzen | Weitere Bilder |
| 10101101590001 | (Karte) | Ronneby 159:1         | Ronneby 159:1 (Steinsetzung / L1979:6898) Beschreibung ergänzen | Weitere Bilder |
| 10101101600001 | (Karte) | Ronneby 160:1         | Ronneby 160:1 (Steinsetzung / L1979:6987) Beschreibung ergänzen | Weitere Bilder |
| 10101101610001 | (Karte) | Ronneby 161:1         | Ronneby 161:1 (Steinsetzung / L1979:6549) Beschreibung ergänzen | Weitere Bilder |
| 10101101620001 | (Karte) | Ronneby 162:1         | Ronneby 162:1 (Steinsetzung / L1979:6550) Beschreibung ergänzen | Weitere Bilder |
| 10101101620002 | (Karte) | Ronneby 162:2         | Ronneby 162:2 (Steinsetzung / L1979:6551) Beschreibung ergänzen | Weitere Bilder |
| 10101101630001 | (Karte) | Ronneby 163:1         | Ronneby 163:1 (Steinsetzung / L1979:6709) Beschreibung ergänzen | Weitere Bilder |
| 10101102010001 | (Karte) | Ronneby 201:1         | Ronneby 201:1 (Grabstein / L1979:6177) Beschreibung ergänzen | Weitere Bilder |
| 10101102010002 | (Karte) | Ronneby 201:2         | Ronneby 201:2 (Grabstein / L1979:6271) Beschreibung ergänzen | Weitere Bilder |
| 10101102010003 | (Karte) | Ronneby 201:3         | Ronneby 201:3 (Grabstein / L1979:6923) Beschreibung ergänzen | Weitere Bilder |
| 10101102010004 | (Karte) | Ronneby 201:4         | Ronneby 201:4 (Grabstein / L1979:6598) Beschreibung ergänzen | Weitere Bilder |
| 10101102010005 | (Karte) | Ronneby 201:5         | Ronneby 201:5 (Grabstein / L1979:6270) Beschreibung ergänzen | Weitere Bilder |
| 10101102010006 | (Karte) | Ronneby 201:6         | Ronneby 201:6 (Grabstein / L1979:6597) Beschreibung ergänzen | Weitere Bilder |
| 10101102010007 | (Karte) | Ronneby 201:7         | Ronneby 201:7 (Grabstein / L1979:6507) Beschreibung ergänzen | Weitere Bilder |
| 10101102010008 | (Karte) | Ronneby 201:8         | Ronneby 201:8 (Grabstein / L1979:6712) Beschreibung ergänzen | Weitere Bilder |
| 10101102010009 | (Karte) | Ronneby 201:9         | Ronneby 201:9 (Grabstein / L1979:6581) Beschreibung ergänzen | Weitere Bilder |
| 10101102010010 | (Karte) | Ronneby 201:10        | Ronneby 201:10 (Grabstein / L1979:6269) Beschreibung ergänzen | Weitere Bilder |
| 10101102010011 | (Karte) | Ronneby 201:11        | Ronneby 201:11 (Grabstein / L1979:6596) Beschreibung ergänzen | Weitere Bilder |
| 10101102020001 | (Karte) | Ronneby 202:1         | Ronneby 202:1 (Steinsetzung / L1979:6727) Beschreibung ergänzen | Weitere Bilder |
| 10101102030001 | (Karte) | Ronneby 203:1         | Ronneby 203:1 (Steinsetzung / L1979:6815) Beschreibung ergänzen | Weitere Bilder |
| 10101102050001 | (Karte) | Ronneby 205:1         | Ronneby 205:1 (Steinsetzung / L1979:6381) Beschreibung ergänzen | Weitere Bilder |
| 10101102060001 | (Karte) | Ronneby 206:1         | Ronneby 206:1 (Steinsetzung / L1979:6382) Beschreibung ergänzen | Weitere Bilder |
| 10101102070001 | (Karte) | Ronneby 207:1         | Ronneby 207:1 (Grabstein / L1979:6833) Beschreibung ergänzen | Weitere Bilder |
| 10101102080001 | (Karte) | Ronneby 208:1         | Ronneby 208:1 (Grabstein / L1979:6492) Beschreibung ergänzen | Weitere Bilder |
| 10101102080002 | (Karte) | Ronneby 208:2         | Ronneby 208:2 (Grabstein / L1979:6925) Beschreibung ergänzen | Weitere Bilder |
| 10101102090001 | (Karte) | Ronneby 209:1         | Ronneby 209:1 (Steinsetzung / L1979:6493) Beschreibung ergänzen | Weitere Bilder |
| 10101102100001 | (Karte) | Ronneby 210:1         | Ronneby 210.1 (Steinsetzung / L1979:6494) Beschreibung ergänzen | Weitere Bilder |
| 10101102100002 | (Karte) | Ronneby 210:2         | Ronneby 210:2 (Steinsetzung / L1979:6943) Beschreibung ergänzen | Weitere Bilder |
| 10101102110001 | (Karte) | Ronneby 211:1         | Ronneby 211:1 (Steinsetzung / L1979:6600) Beschreibung ergänzen | Weitere Bilder |
| 10101102120001 | (Karte) | Ronneby 212:1         | Ronneby 212:1 (Steinsetzung / L1979:6153) Beschreibung ergänzen | Weitere Bilder |
| 10101102130001 | (Karte) | Ronneby 213:1         | Ronneby 213:1 (Steinsetzung / L1979:6155) Beschreibung ergänzen | Weitere Bilder |
| 10101102130002 | (Karte) | Ronneby 213:2         | Ronneby 213:2 (Steinsetzung / L1979:6154) Beschreibung ergänzen | Weitere Bilder |
| 10101103020001 | (Karte) | Ronneby 302:1         | Ronneby 302:1 (Gräberfeld / L1979:6672) Beschreibung ergänzen | Weitere Bilder |
| 10101103030001 | (Karte) | Ronneby 303:1         | Ronneby 303:1 (Grabstein / L1979:6272) Beschreibung ergänzen | Weitere Bilder |
| 10101103030002 | (Karte) | Ronneby 303:2         | Ronneby 303:2 (Grabstein / L1979:6349) Beschreibung ergänzen | Weitere Bilder |
| 10101103040001 | (Karte) | Ronneby 304:1         | Ronneby 304:1 (Steinkammergrab / L1979:6784) Beschreibung ergänzen | Weitere Bilder |
| 10101103140001 | (Karte) | Ronneby 314:1         | Ronneby 314:1 (Steinhügelgrab / L1979:6156) Beschreibung ergänzen | Weitere Bilder |
| 10101103160001 | (Karte) | Ronneby 316:1         | Ronneby 316:1 (Wallburg / L1979:6238) Beschreibung ergänzen | Weitere Bilder |
| 10101103170001 | (Karte) | Ronneby 317:1         | Ronneby 317:1 (Steinsetzung / L1979:6239) Beschreibung ergänzen | Weitere Bilder |
| 10101103180001 | (Karte) | Ronneby 318:1         | Ronneby 318:1 (Steinsetzung / L1979:6240) Beschreibung ergänzen | Weitere Bilder |
| 10101103220001 | (Karte) | Ronneby 322:1         | Ronneby 322:1 (Grabstein / L1979:6351) Beschreibung ergänzen | Weitere Bilder |
| 10101103240001 | (Karte) | Ronneby 324:1         | Ronneby 324:1 (Steinsetzung / L1979:6819) Beschreibung ergänzen | Weitere Bilder |
| 10101103250001 | (Karte) | Ronneby 325:1         | Ronneby 325:1 (Steinsetzung / L1979:6899) Beschreibung ergänzen | Weitere Bilder |
| 10101103290001 | (Karte) | Ronneby 329:1         | Ronneby 329.1 (Steinsetzung / L1979:6929) Beschreibung ergänzen | Weitere Bilder |
| 10101103300001 | (Karte) | Ronneby 330:1         | Ronneby 330:1 (Steinsetzung / L1979:7004) Beschreibung ergänzen | Weitere Bilder |
| 10101103310001 | (Karte) | Ronneby 331:1         | Ronneby 331:1 (Steinsetzung / L1979:6568) Beschreibung ergänzen | Weitere Bilder |
| 10101103320001 | (Karte) | Ronneby 332:1         | Ronneby 332:1 (Steinsetzung / L1979:6569) Beschreibung ergänzen | Weitere Bilder |
| 10101103330001 | (Karte) | Ronneby 333:1         | Ronneby 333:1 (Steinsetzung / L1979:6570) Beschreibung ergänzen | Weitere Bilder |
| 10101103340001 | (Karte) | Ronneby 334:1         | Ronneby 334:1 (Steinhügelgrab / L1979:6604) Beschreibung ergänzen | Weitere Bilder |
| 10101103360001 | (Karte) | Ronneby 336:1         | Ronneby 336:1 (Steinsetzung / L1979:6725) Beschreibung ergänzen | Weitere Bilder |
| 10101103410001 | (Karte) | Ronneby 341:1         | Ronneby 341:1 (Steinsetzung / L1979:6831) Beschreibung ergänzen | Weitere Bilder |
| 10101103490001 | (Karte) | Ronneby 349:1         | Ronneby 349:1 (Steinsetzung / L1979:6611) Beschreibung ergänzen | Weitere Bilder |
| 12000000012093 | (Karte) | Ronneby 576           | Ronneby 576 (Steinsetzung / L1979:7996) Beschreibung ergänzen | Weitere Bilder |
| 12000000012403 | (Karte) | Ronneby 631           | Ronneby 631 (Steinsetzung / L1979:8190) Beschreibung ergänzen | Weitere Bilder |
| 12000000073926 | (Karte) | Ronneby 836           | Ronneby 836 (Steinsetzung / L1978:2296) Beschreibung ergänzen | Weitere Bilder |
| 12000000096363 | (Karte) | Ronneby 845           | Ronneby 845 (Steinsetzung / L1978:4051) Beschreibung ergänzen | Weitere Bilder |
| 12000000101751 | (Karte) | Ronneby 885           | Ronneby 885 (Steinsetzung / L1978:3977) Beschreibung ergänzen | Weitere Bilder |
| 12000000101762 | (Karte) | Ronneby 896           | Ronneby 896 (Steinsetzung / L1978:5810) Beschreibung ergänzen | Weitere Bilder |
| 12000000101822 | (Karte) | Ronneby 907           | Ronneby 907 (Steinsetzung / L1978:5823) Beschreibung ergänzen | Weitere Bilder |
| 12000000101837 | (Karte) | Ronneby 922           | Ronneby 922 (Steinsetzung / L1978:5435) Beschreibung ergänzen | Weitere Bilder |
| 12000000101970 | (Karte) | Ronneby 966           | Ronneby 966 (Steinsetzung / L1978:5440) Beschreibung ergänzen | Weitere Bilder |
| 12000000102708 | (Karte) | Ronneby 1028          | Ronneby 1028 (Steinsetzung / L1978:5492) Beschreibung ergänzen | Weitere Bilder |
| 12000000118522 | (Karte) | Ronneby 1056          | Ronneby 1056 (Fischerdorf / L1978:7160) historische Fischerstelle an der Nordseite der Schäreninsel Klåven (etwa 2 km südlich Saxemara), bestehend aus 5 Parzellen (jede ca. 4 x 4 m groß) auf einer Fläche von 40 x 20 m tw. von Wällen aus Steinen begrenzt. Die Insel wurde im Süden ab 1888 als Steinbruch (L1978:7119) genutzt und neben dem Fischerdorf befinden sich im Nordteil noch weitere historische Fundorte, wie Brunnen und Hausgrundstücke. | Weitere Bilder |